# Concelho de Macau

O Concelho de Macau era, juntamente com o Concelho das Ilhas, um dos concelhos ou municípios existentes em Macau até a cessação da administração à República Popular da China, em 1999. Esta divisão administrativa abrangia toda a Península de Macau e era administrada pela célebre e multissecular câmara municipal chamada de "Leal Senado" e supervisionada por uma assembleia municipal.

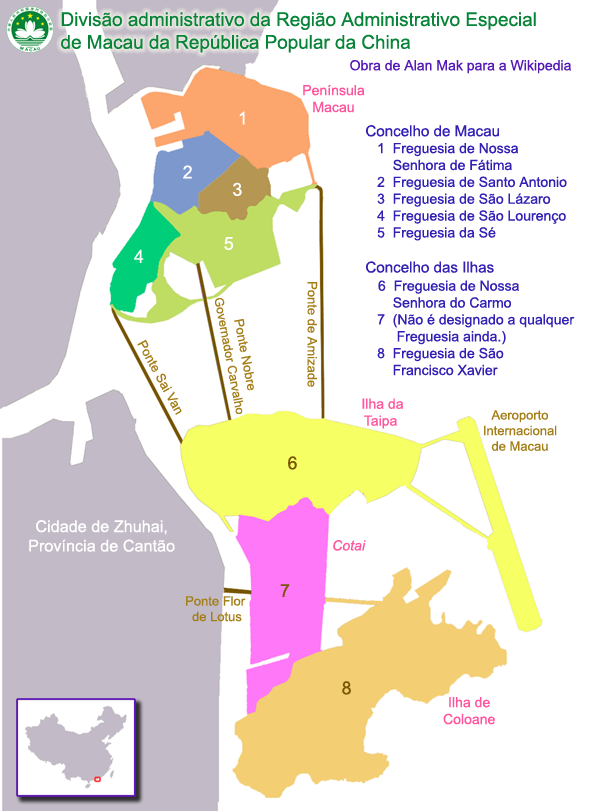
Freguesias e municípios de Macau
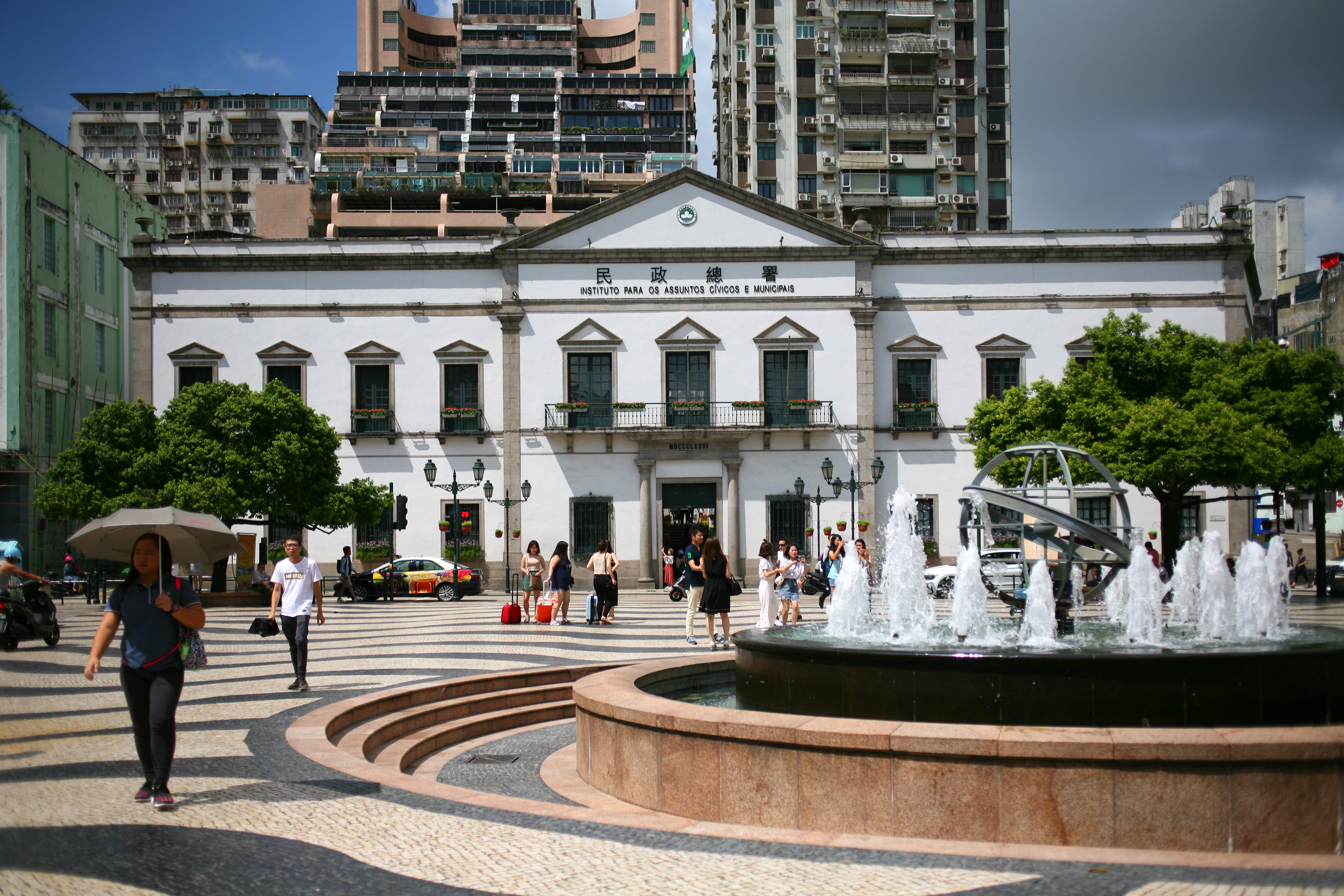
Leal Senado, antiga sede do Concelho de Macau e atual sede do IAM
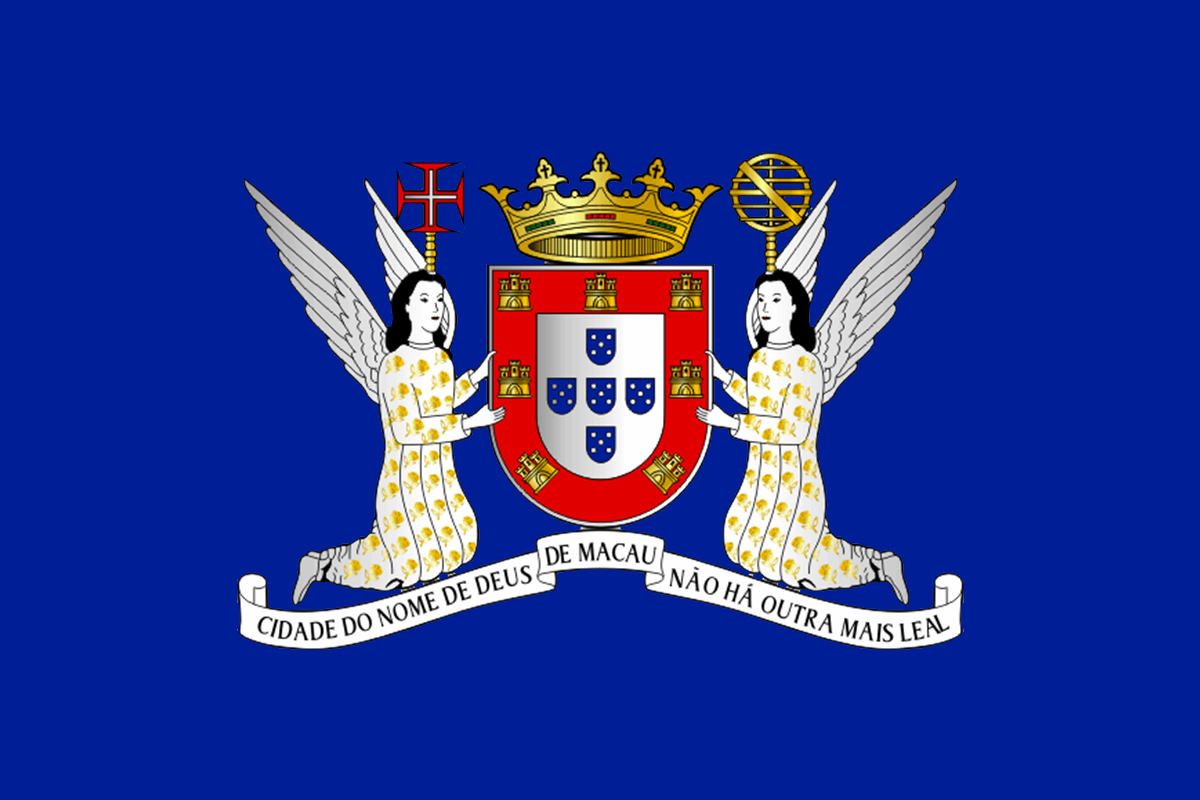
Bandeira do Leal Senado, insígnia municipal do concelho durante a administração portuguesa
Logótipo do Instituto para os Assuntos Municipais, atual órgão municipal.

## Freguesias
Este concelho estava dividido em cinco freguesias:
- Freguesia da Sé
- Freguesia de Nossa Senhora de Fátima
- Freguesia de Santo António
- Freguesia de São Lázaro
- Freguesia de São Lourenço

## Da transferência da soberania de Macau à atualidade
Com a abolição do Concelho de Macau pelo novo Governo da RAEM, após a transferência de soberania de Macau para a República Popular da China (1999), este município foi temporariamente substituído pelo "Município de Macau Provisório". A sua câmara municipal (o Leal Senado) e a sua assembleia municipal foram reorganizadas e tomaram, respetivamente, o nome de "Câmara Municipal de Macau Provisória" e de "Assembleia Municipal de Macau Provisória". Mas, em 31 de Dezembro de 2001, este município provisório e os seus respectivos órgãos municipais provisórios foram finalmente abolidos, dando lugar a um novo órgão administrativo, o Instituto para os Assuntos Cívicos e Municipais (IACM), atualmente Instituto para os Assuntos Municipais (IAM). O IAM está subordinado à Secretaria da Administração e Justiça.